# Lough Mahon
Lough Mahon (en irlandais : Loch Machain) est une étendue d'eau salée située au nord-est du port de Cork. Elle a une surface totale de 12,23 km2.
Plusieurs banlieues de Cork, comme Mahon (en), Douglas, Rochestown (en), Blackrock (en), Ballinlough (en) et Passage West sont situées sur ses rives sud et ouest. Au nord se trouve Little Island (en) et Great Island à l'est.
Le Lough Mahon est sous la "Special Protection Area" du port de Cork, comme définit dans la EU Birds Directive, et est un habitat important pour de nombreuses espèces d'oiseaux et pour les échassiers migrateurs en particulier.